# María Fortus
María Fortus (Jersón, Imperio ruso, 1900 - Moscú, 1981), nacida María Oleksándrovna Fortus, fue una agente del NKVD soviético que participó en la guerra civil española y combatió en la II Guerra Mundial, llegando al rango de coronel. Estuvo casada con el dirigente anarquista español Ramón Casanellas Lluch. Era hermana del economista Pável Mif.

## Primeros años, Revolución y guerra civil rusa
María Fortus nació en el seno de una familia acomodada de origen judío, dedicada a la banca y al transporte marítimo. En 1913, su padre abandonó el hogar y tanto María como su hermana menor, Adelaida, se vieron forzadas a trabajar para poder sobrevivir. La experiencia hizo que se ingresase, en 1917, en el Partido Comunista. Cuando estalló la Revolución de Octubre, María Fortus se encargó de mantener el contacto con los bolcheviques presos en la cárcel de Jersón.
En 1919, como consecuencia de la guerra civil rusa, Jersón quedó en manos de las formaciones zaristas, convirtiéndose en puerto de entrada que las potencias occidentales dispensaban a las tropas blancas. Moviéndose en la clandestinidad María llevó a cabo misiones de agitación y propaganda entre las tripulaciones de los buques occidentales fondeados en el puerto. En el curso de una de ellas conoció al anarquista español Ramón Casanellas Lluch quién, huyendo de la policía española tras haber asesinado en Madrid al presidente del Consejo de Ministros Eduardo Dato, se había alistado como mecánico en un buque francés para ser posteriormente reclutado por la Marine Nationale gala. Se enamoraron y comenzaron una relación que tuvo como consecuencia el embarazo de María y el nacimiento de su hijo, también llamado Ramón.
Unas semanas después el gobierno francés retiró sus buques y María y Ramón se separaron. Tras la reconquista de la ciudad por parte de las tropas soviéticas, María comenzó a trabajar para la Checa realizando diversas misiones a lo largo de todo el frente. En una de ellas estuvo a punto de perder la vida al ser capturada mientras intentaba infiltrarse en el Estado Mayor de Néstor Majnó: condenada a muerte fue fusilada junto a otros prisioneros pero un gran botón de bronce en su vestido desvió la bala y, aunque malherida, consiguió sobrevivir gracias a la ayuda de los habitantes locales que la llevaron hasta las líneas soviéticas.
Tras la derrota de las tropas blancas, pasó a depender de la Checa de Odesa, donde desarrolló labores de contrainteligencia frente a los exiliados zaristas instalados en Rumanía. Un exoficial blanco la reconoció y la hirió de gravedad; tras su recuperación, sus superiores decidieron enviarla a Moscú.

## Reencuentro, espía en España y guerra civil española
Se instaló en la capital de la Unión Soviética junto con su hijo y completó su educación estudiando en la Universidad Comunista del Este donde, por un azar del destino, se reencontró con Ramón Casanellas quién, ya como comunista, había abandonado España para estudiar en la misma universidad. Vivieron juntos varios años durante los cuales Ramón consiguió las alas de piloto de combate y trabajó en el Comité Ejecutivo del Comintern.
En 1929 Ramón fue enviado a México y posteriormente a España; María, trabajando ya para el NKVD, se unió a él usando un pasaporte uruguayo bajo el nombre de Julia Jiménez Cárdenas. Es, probablemente, la primera "ilegal" (espía que opera sin cobertura de la legación diplomática) soviética en España. En 1933 Ramón Casanellas murió en un sospechoso accidente y aunque María Fortus siguió con su misión, en 1934 fue llamada de vuelta a la Unión Soviética.
En marzo de 1936, su hijo Ramón, que contaba con 16 años, fue mandado a España por el Comintern para «trabajar con la juventud proletaria». Cuatro meses después estalló la guerra civil española y María Fortus solicitó inmediatamente ser enviada a la zona republicana, alegando como motivo que «la tumba de mi marido está allí; mi hijo está allí». Llegó a Madrid con la tapadera de un trabajo como intérprete, adjunta al general "Petróvich" (el futuro mariscal de la Unión Soviética Kiril Meretskov) pero, en realidad, estaba asignada al equipo del NKVD dirigido por Alexander Orlov.

### El NKVD en España
En respuesta a la petición de ayuda cursada por el gobierno republicano a la Unión Soviética, Moscú nombró el 21 de agosto a Marcel Rosenberg, diplomático de carrera, como embajador en Madrid. En septiembre de 1936 le siguió el NKVD con un equipo escaso de agentes encabezados por Alexander Orlov, repartidos entre Madrid, Barcelona y Valencia. Dicho equipo estaba formado por dos componentes:
Por un lado, un grupo de agentes "legales" que operaban con nombres falsos (bajo cobertura diplomática basada en trabajos ficticios en la embajada soviética) integrado por el propio Nikolsky/Orlov, Belkin/Belyáev, Syroezhkin/Pancho, Eitingon/Kótov y Vasilevsky/Grebetsky, destinados permanentemente y complementados por otros agentes "temporales" que se quedaban en España entre unos meses y un año.
Por otro, trabajando con los anteriores, tres agentes "ilegales", esto es, que operaban sin cobertura de la legación soviética: Iósif Grigulévich, Erich Tacke y la propia María Fortus, usados sobre todo en "operaciones especiales" como el secuestro y asesinato de Andrés Nin. Además reclutaron colaboradores sobre el terreno, ya fuese españoles como Luis Lacasa o brigadistas como George Mink.
Aparte, y de manera autónoma, operaban otras ramas de la inteligencia soviética, en particular el GRU (inteligencia militar), cuya misión era ayudar al esfuerzo de guerra mediante asesores, especialistas (pilotos, oficiales navales) y la realización de labores de espionaje contra las tropas franquistas. Para ello contaba con muchos más medios, humanos y materiales, que el NKVD, cuya prioridad era la eliminación del "enemigo interno", entendido este como cualquier muestra de disidencia con respecto a la ortodoxia estalinista, especialmente el trotskismo y los anarquistas, a menudo al margen del aparato estatal republicano.
La inmensa mayoría del personal enviado era de sexo masculino, pero María Fortus no fue una excepción, ya que muchas otras mujeres trabajaron como intérpretes y técnicos (entre las que destacan Elisaveta Párshina, Eugenia Ozólina, Anna Óbrucheva, las hermanas Paulina y Adelina Abramson, Lyuba Meston, Nora Chegodáyeva, Lydia Kúper, María Polyakova, Irina Léitner, Tatiana Ivanova, Olga Klímova, Daria Krávchenko o Sima Krínker, intérprete de Líster). Muchas de ellas tendrían una destacada intervención en la II Guerra Mundial, como la misma Fortus.

### Actividad de Fortus en la Guerra Civil
María Fortus fue destinada a la subestación del NKVD en Barcelona, coordinada por Naum Eitingon, especialmente activa en la eliminación de trotskistas, anarquistas y antiestalinistas. Aunque oficialmente era asesora técnica de la policía catalana, seguía órdenes de Eitingon y Orlov. En sus frecuentes desplazamientos a Madrid se instalaba en el hotel Gaylord (epicentro del espionaje soviético en la capital) y le fue asignado un trabajo administrativo en el seno del Grupo de Investigación de la Dirección General de Seguridad, dentro de la estrategia del NKVD de intentar controlar el aparato policial de la España republicana.
Aparte, la propia María Fortus contaría más tarde que participó en misiones de combate tras las líneas enemigas, en particular una infiltración profunda a través del frente de Aragón para informar vía radio de la presencia en el Aeródromo Militar Sanjurjo de Zaragoza de bombarderos de la Legión Cóndor a la aviación republicana, que consiguió así destruir en tierra numerosos aparatos alemanes.
Tras la deserción de Alexander Orlov en julio de 1938, María Fortus fue llamada de vuelta a Moscú, donde se enteró de la muerte de su hijo Ramón, piloto de la República, derribado precisamente sobre Zaragoza unas semanas antes.

## Segunda Guerra Mundial
En Moscú, ingresó en la prestigiosa Academia Frunze y, a pesar de que su hermano Mijaíl había sido ejecutado como "enemigo del pueblo", víctima de las purgas de Stalin, se le concedió la Orden de Lenin y la Orden de la Bandera Roja por su servicio en España.
Cuando el 22 de junio de 1941 la Alemania nazi invadió la Unión Soviética fue nombrada jefe de Estado Mayor del 586.º IAP, un regimiento de aviación compuesto exclusivamente por mujeres bajo el mando de Marina Raskova. Descontenta con un puesto que era eminentemente administrativo, solicitó ser destinada, de nuevo, a labores de inteligencia y en 1942 se le ordenó incorporarse a la 4.ª Compañía Española del OMSBOM, una unidad guerrillera compuesta por republicanos españoles dependiente del NKVD mandada por Domingo Ungría, exoficial responsable del XIV Cuerpo de Ejército Guerrillero del Ejército de la República.
María Fortus combatió con los españoles en la retaguardia alemana, realizando acciones de sabotaje y demolición hasta 1943, cuando resultó herida en combate y debió ser evacuada a territorio soviético. Tras recuperarse, fue asignada a la unidad de inteligencia del 3.º Frente Ucraniano, donde llevó a cabo una serie de misiones en Rumanía y Hungría que culminaron con una infiltración en el Budapest controlado por los nazis que le valió su segunda Orden de Lenin. Tras el cese de hostilidades, fue destinada temporalmente a Viena, con el cometido de "cazar" criminales de guerra nazis y encontrar información de carácter técnico para llevar a la Unión Soviética.

## Posguerra, últimos años y muerte
María Fortus siguió trabajando para el NKVD (posteriormente KGB), destinada en el Directorio Central de Inteligencia hasta que se retiró en 1955 con el rango de coronel. A finales de los años 50, consiguió un doctorado en Sociología y en los últimos años de su vida se convirtió en una figura popular gracias a la película Saliut, Mariya! rodada en 1970 y basada en sus experiencias bélicas, tanto en España como en la Segunda Guerra Mundial.
María Fortus falleció en 1981.